# Dio (religione greca)

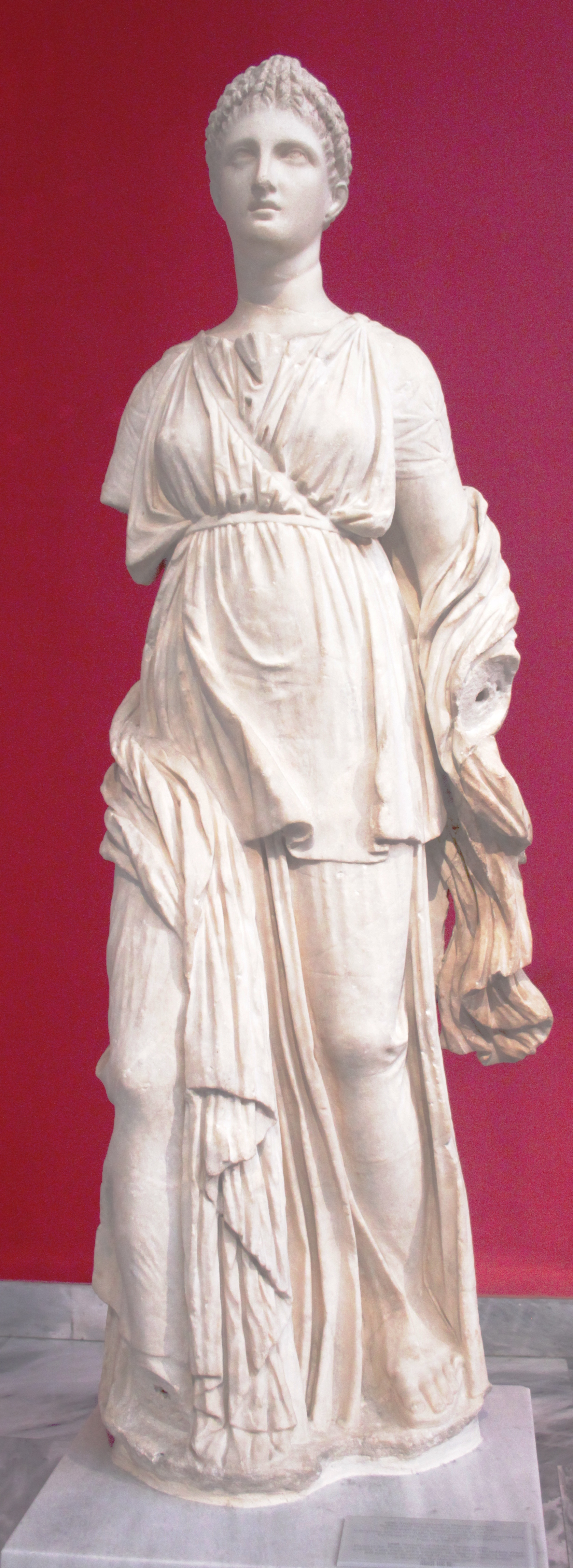
Statua in marmo pario della dea greca Artemide rinvenuta a Delo e oggi conservata presso il Museo archeologico nazionale di Atene. La dea indossa un chitone, un peplo e un himation. La cinghia indossata diagonalmente sul petto indica che portava una faretra piena di frecce. Artemide è una dea molto antica, forse attestata in Lineare B e comunque presente nei culti di Lidia e di Licia. NellIliade è appellata come Pótnia therôn (Signora degli animali) ed è la dea della caccia e il suo culto risale al Paleolitico. È dunque la dea di ciò che si pone fuori della città o del villaggio e anche dei campi coltivati, ma anche la dea delle iniziazioni femminili. La sua natura è sacra, virginale e inviolabile (Ἁγνὴ hagné).

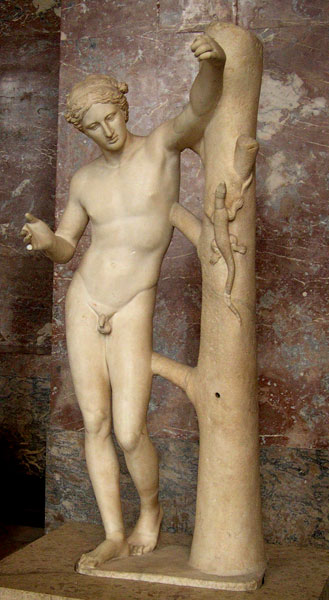
Apollo Sauroktonos, copia romana dell'originale di Prassitele (IV secolo a.C.) conservata presso il Museo del Louvre (Parigi). Il dio Apollo è stato indicato come il dio greco per eccellenza, questo sia per la larga diffusione del suo culto testimoniata anche dal possedere ben due centri di culto sovraregionali (Delo e Delfi) e numerosi santuari a questi collegati, sia per la diffusione di nomi teofori indicanti il dio, sia per la numerosità di città coloniali a lui dedicate come "Apollonia", sia per l'ideale del giovane (koûros) che gli appartiene e dà il "suo carattere peculiare alla cultura greca nel suo complesso" e nonostante egli appaia nellIliade come nemico degli Achei e alleato dei Troiani. Qui Apollo è identificato come Sauroktonos, "uccisore della lucertola". Nella mano destra il dio doveva reggere una freccia con cui si apprestava a colpire la lucertola, simbolo della malattia, dell'epidemia e del contagio, che si sta arrampicando sul tronco dell'albero. Apollo era infatti appellato anche come Alexikakos e Epikourios ovvero colui che soccorre gli ammalati e allontana il contagio.

Il termine con cui nella lingua greca antica si indica genericamente un dio è theós (θεός; pl. Θεοί  theoí). Se l'equivalenza tra l'italiano e il greco antico è questa, tali termini si differenziano però nei loro significati. Già Ulrich von Wilamowitz-Moellendorff aveva evidenziato come il termine theós non dispone in greco antico del vocativo, osservazione dirimente se prendiamo in considerazione l'importanza del culto in questa religione. Infatti con il vocativo vengono indicati esclusivamente i nomi propri degli Dei. Károly Kerényi osserva in aggiunta che theós possiede la funzione di predicato, chiarendo che «è specificatamente greco dire di un evento: "È theós!». Kerényi cita ad esempio Euripide che in Elena fa sostenere che «O dèi! Perché è dio quando si riconoscono i propri cari.». Theós è quindi l'irrompere dell'"evento divino" (theîon θεῖον). E tale "divino" è, per la concezione religiosa dei Greci, nota Walter F. Otto:
(Walter F. Otto. Gli dèi della Grecia. Milano, Adelphi, 2004, pag. 25)
Come ha acutamente evidenziato  Jean-Pierre Vernant gli dèi greci non sono persone con una propria identità, quanto piuttosto risultano essere "potenze" che agiscono assumendo poliedriche forme e segni non identificandosi mai completamente con tali manifestazioni. Gabriella Pironti ricorda a tal proposito l'Anabasi (VII, 8, 6-1) di Senofonte (430-354 a.C.) il quale si trova in condizioni di difficoltà economiche perché pur avendo onorato Zeus Basileus (Re) si è dimenticato di onorare Zeus Melichios (termine che evoca il miele) collegato alle fortune familiari e quindi economiche.
Queste potenze sono, come già ricordava Walter F. Otto nel classico Die Götter Griechenlands. Das Bild des Göttlichen im Spiegel des griechischen Geistes (Bonn 1929) "il motore del mondo".
E André Motte aggiunge:
(André Motte. Il mondo greco. Il sacro nella natura e nell'uomo: la percezione del divino nella Grecia antica in Le civiltà del Mediterraneo e il sacro (a cura di Julien Ries). Trattato di Antropologia del sacro vol.3. Milano, Jaca Book, 1992, pag. 250)
(Walter F. Otto. Theophania. Genova, Il Melangolo, 1996, pag. 62-3)
Così in Omero non si sostiene che si 'ha' un modo giusto di vedere, ma si 'comprende' tale modo, e lo si comprende perché esso ci appare per mezzo delle divinità. E tale apparizione può essere da loro offuscata come denunciano Omero e i tragici, quindi chi sbaglia non lo fa per cattiva volontà ma perché gli dei decidono di offuscargli la mente. Allo stesso modo «in ogni azione importante dell'uomo agisce un Dio».
Anche se, come evidenzia Max Pohlenz, persino nei momenti in cui è condizionato da tali "potenze" egli non si percepisce come privo di "libera scelta":
(Max Pohlenz L'uomo greco. Milano, Bompiani, 2006, pag. 21)
Gli dèi greci sono dunque "potenze" caratterizzate dall'essere estranee agli affanni (akedes) e dalla sofferenza (achnymenoi) come ricorda l'eroe Achille:
(Iliade XXIV, 525-6. Traduzione di Guido Paduano pag.781)
Anche se, notano Giulia Sissa e Marcel Detienne, questa demarcazione tra dèi e uomini non sempre è rispettata come nel caso, ad esempio, di Efesto e di Teti che si qualificano come colpiti dal dolore (achnymenoi).
Il corpo fisico, spesso di forma umana, con cui possono manifestarsi gli dèi non coincide con quello naturale: in esso, infatti, non circola il sangue ma un altro umore, l'ichór (ἰχώρ). Questo perché gli dèi non si alimentano di cereali e di vino:
(Iliade V, 340-3. Traduzione di Guido Paduano pag.145)
Purtuttavia questi corpi fisici si manifestano come potenze come quando Apollo colpisce con la mano Patroclo, e sono individuabili anche se utilizzano corpi simili agli uomini, proprio per mezzo delle loro tracce (ichnos, ἴχνος) come osserva Aiace Oileo dopo aver scorto Posidone.
Resta che, come notano Giulia Sissa e Marcel Detienne:
(Giulia Sissa e Marcel Detienne. La vita quotidiana degli dei greci. Bari, Laterza, 2006, pag. 23)
Gli dèi greci posseggono inoltre la caratteristica di differenziarsi nell'ambito delle loro rispettive "potenze" e di pagarne caro il prezzo qualora si avventurassero in ambiti che non gli sono propri, come ricorda Zeus ad Afrodite ferita da Diomede dopo il suo tentativo di proteggere Enea. O ancora corrono a chiedere il sostegno della potenza altrui, come fa Hera, ottenendo il nastro ricamato "dov'erano tutti gli incanti" proprietà di Afrodite, allo scopo di sedurre il re degli dèi Zeus.
Separati dagli uomini per natura, condizione e destino, gli dèi vengono rappresentati dai greci secondo i canoni assoluti della bellezza. In questo, sottolinea Mircea Eliade, si distingue un tratto preciso della religione greca:
(Mircea Eliade. Storia delle credenze e delle idee religiose vol.1. Milano, Rizzoli, 2006, pag. 287 e segg.)
La religione greca è dunque indubbiamente, almeno nei suoi aspetti più diffusi, una religione politeistica. Occorre tuttavia precisare che sia il termine che la nozione di "politeismo" non sono conosciuti nel mondo greco. Tale termine, "politeismo" (dal greco πολύς polys +  θεοί theoi ad indicare "molti dèi"), è attestato solo nelle lingue moderne ed ha origine in Francia a partire dal XVI secolo, esso deriva dall'analogo termine greco polytheia coniato dal filosofo giudaico di lingua greca Filone di Alessandria (20 a.C.-50d.C.) per indicare la differenza tra l'unicità de dio ebraico rispetto alla nozione pluralistica dello stesso propria delle religioni antiche.